# Micraxylia albicans
Micraxylia albicans är en fjärilsart som beskrevs av Emilio Berio 1972. Micraxylia albicans ingår i släktet Micraxylia och familjen nattflyn. Inga underarter finns listade i Catalogue of Life.